# Senaki (stad)
Senaki (Georgisch: სენაკი) is een stad in het westen van Georgië met 15.652 inwoners (2024), gelegen in de regio Samegrelo-Zemo Svaneti. De stad is gesitueerd langs de rechteroever van de Techoeri. Senaki is het bestuurlijke centrum van de gelijknamige gemeente en ligt 60 kilometer ten westen van Koetaisi en 280 kilometer van hoofdstad Tbilisi. In 2008 was de militaire basis bij de stad het doelwit van Russische bombardementen en werd de omgeving bezet.

## Geschiedenis
Het gebied van Senaki is al sinds de oudheid bewoond, en speelde een belangrijke rol in het oude Colchis, met name rond de rivier de Techoeri, waar een van de grootste centra van het koninkrijk was gevestigd.

### Ontwikkeling door spoorlijn

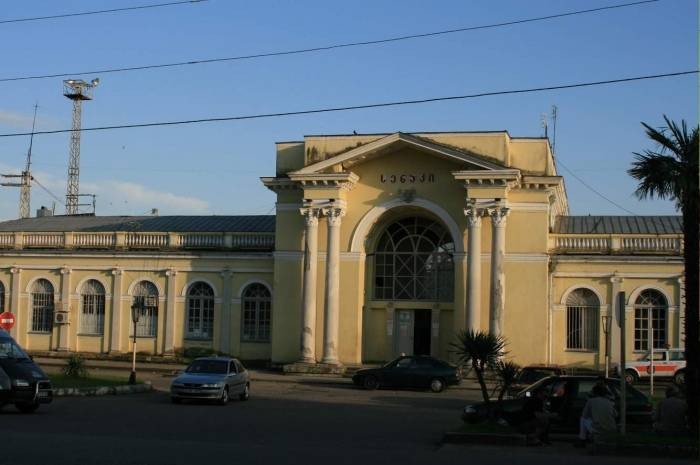
Station Senaki

In de moderne tijd kwam Senaki pas tot ontwikkeling door de opening van de Tbilisi - Poti spoorlijn in 1870. Rond de halte voor Senaki in deze lijn, zeven kilometer van het oorspronkelijke dorp, ontstond een nieuw centrum, dat in 1921 tot stad gepromoveerd werd. Het oorspronkelijke dorp werd omgedoopt tot Dzveli (Oud) Senaki, en het hedendaagse Senaki werd Achalsenaki (Nieuw-Senaki) genoemd. Senaki werd in de 19e eeuw ook een van de belangrijkste culturele en educatieve centra van de regio. Twee jaar na de oprichting van het Georgische Theater in 1879 vond de eerste uitvoering plaats in Senaki. Een van de eerste adellijke scholen in Georgië werd in 1884 geopend in Senaki (nu Dzveli Senaki). Beroemde Georgische schrijvers, academici en publieke figuren, waaronder Simon Dzjanasjia, Konstantine Gamsachoerdia, en anderen kregen les in deze school.

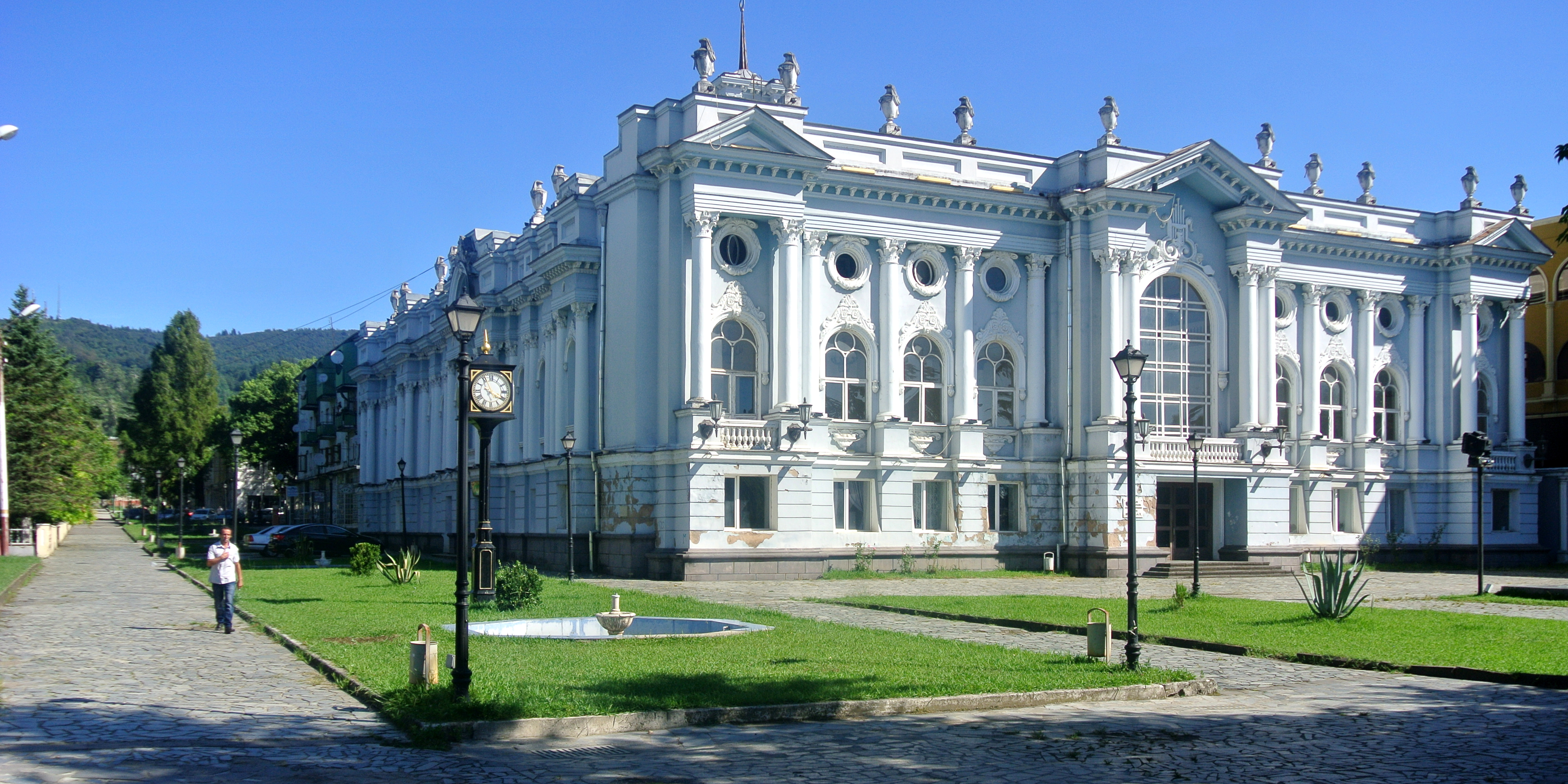
Theater Akaki Chorava in Senaki.

Senaki werd in 1930 het bestuurlijk centrum van het nieuw opgerichte rajon (district) Senaki dat overeenkomt met de hedendaagse gemeente. Toen in de jaren 1930 en 1940 de spoorverbinding via Zoegdidi en Soechoemi naar Adler in Rusland in delen open ging, werd Senaki een belangrijk punt in het Georgische spoorwegnetwerk. De lijnen uit Poti en Zoegdidi kwamen hier samen.
In 1935 werd Senaki hernoemd in Micha-Tschakaja (Georgisch: მიხა-ცხაკაია, Micha-Tschakaja; Russisch: Миха-Цхакая, Micha-Tschakaya), naar de Georgische bolsjewiek en revolutionair Michail Tschakaya (1865–1950). Hij was een van de vijf ondertekenaars van de verklaring ter vorming van de Sovjet-Unie in 1922, en leider van de georgische SSR tussen 1923 en 1931. De naam Micha-Tschakaja werd in 1976 ingekort naar Tschakaja, en in 1990 werd de naam Senaki weer teruggegeven, tijdens de Georgische de-Sovjetisering van plaatsnamen.

### In het onafhankelijke Georgië
De jaren na het uiteenvallen van de Sovjet-Unie bleken bijzonder moeilijk voor Senaki. De stad was een van de centra van de burgeroorlog in de jaren 1991-1993. De stad werd meerdere keren geplunderd en gebombardeerd. De meeste fabrieken in Senaki hielden door deze moeizame jaren op te functioneren en gingen failliet.
In 2005-2006 werd de voormalige Sovjet-luchtmachtbasis ten zuiden van de stad verbouwd naar NAVO-normen voor de circa 3000 militairen van de tweede infanterie van het Georgische leger. Dit gebeurde in het kader van de NAVO aspiraties van het land. Deze ontwikkeling was mede de aanleiding dat Senaki en omgeving tijdens de Russisch-Georgische Oorlog van augustus 2008 een belangrijk doelwit van Russische bombardementen en bezetting waren. De pas gerenoveerde militaire basis werd volledig vernield.

## Geografie

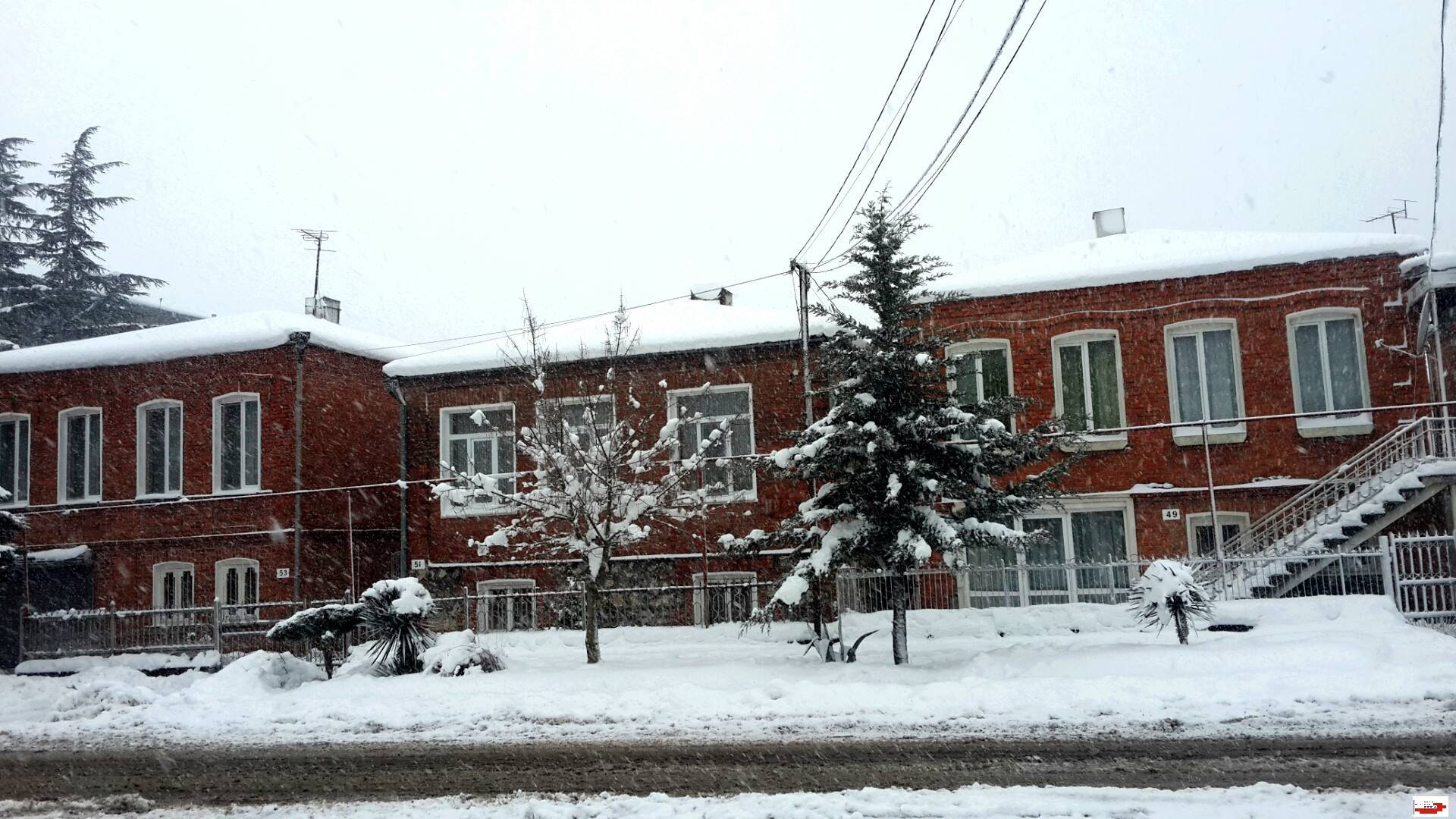
Typische huizen van rode baksteen.

Senaki ligt op een hoogte van ongeveer 30 meter boven zeeniveau, langs de rechteroever van de Techoeri, die ten zuiden van Senaki in de Rioni uitmondt. Ten noorden van de stad rijst een heuvelrug uit het Colchis-laagland, met een maximale hoogte van ruim 460 meter boven zeeniveau. Hier bevinden zich enkele historische ruïnes. 

## Demografie
Begin 2024 had Senaki 15.652 inwoners, een daling van 27% ten opzichte van de volkstelling in 2014 en een voortzetting van een langjarige trend. De bevolking van Senaki bestond volgens de volkstelling van 2014 vrijwel geheel uit Georgiërs (99,4%). Er woonden daarnaast enkele tientallen Armeniërs, Russen en Assyriërs.
| Aantal                                                           | 1.248 | 4.524 | 5.498 | 12.120 | 17.907 | 25.354 | 27.030 | 29.161 | 28.082 | 21.596 | 18.705 | 15.652 |
| Verantwoording data: Bevolkingsstatistiek Georgië 1897 tot heden |       |       |       |        |        |        |        |        |        |        |        |        |

## Bezienswaardigheden

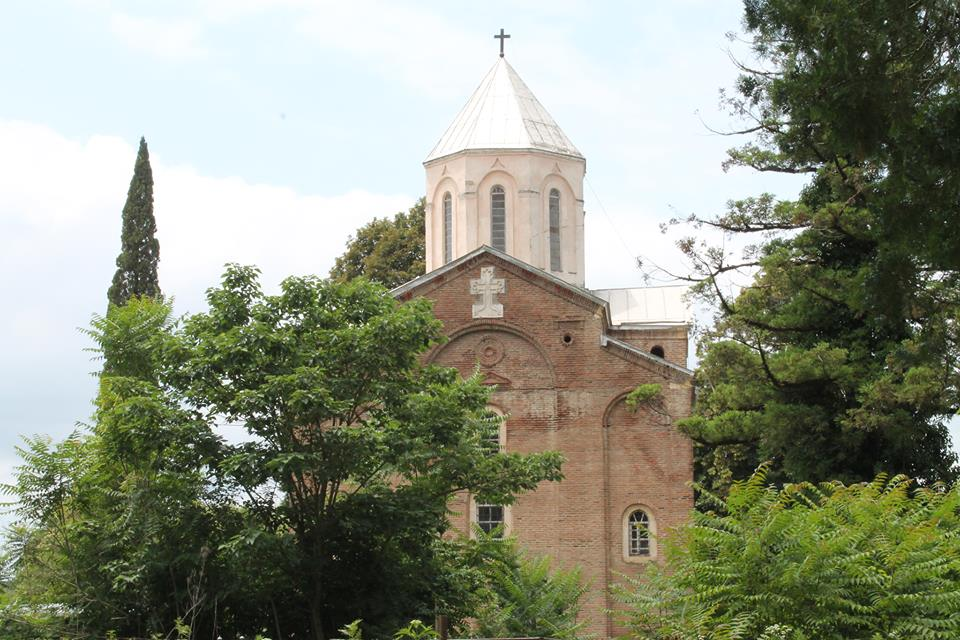
Kerk in Dzveli (Oud) Senaki.

In Senaki en directe omgeving zijn enkele historische bezienswaardigheden te zien:
- De stad Senaki kent enkele monumenten uit de Sovjet bloeiperiode, met als hoogtepunt het Akaki Chorava theater uit 1959.
- Fort Sjchepi, een middeleeuws fort op een heuvel tussen de stad en Dzveli Senaki uit de 4e tot 17e eeuw.[13]
- Andere forten, zoals Medzji, Eki en Kotianeki.

## Vervoer
De belangrijkste hoofdweg in Georgië, S1 / E60 (Tbilisi - Zoegdidi - Abchazië), passeert door de stad, en verbindt naar het westen met Zoegdidi, via de S2 / E70 met Poti en Batoemi, en naar het oosten met Samtredia en Tbilisi. Verder is Senaki het startpunt van de regionaal belangrijke noord-zuid nationale hoofdwegen Sh5 en Sh6. De Poti - Tbilisi en Zoegdidi - Tbilisi spoorlijnen komen in Senaki samen. Hiermee is de stad ook per spoor verbonden aan centrale infrastructuur. 

## Stedenbanden
Senaki heeft stedenbanden met:
- Rakvere, Estland (sinds 1978)
- Bila Tserkva, Oekraïne (sinds 1996)

## Geboren
- Georgi Daraselia (1968), voetballer
- Kacha Katsjarava (1966), voetballer en voetbalcoach